# Sint-Pauluskerk (Sint-Pieters-Woluwe)
De Sint-Pauluskerk (Frans: Église Saint-Paul) is een kerkgebouw in de Belgische gemeente Sint-Pieters-Woluwe in het Brussels Hoofdstedelijk Gewest. De kerk staat aan de Hockeylaan 94-96 en de Sint-Paulusweg.
Het kerkgebouw is opgedragen aan de apostel Paulus.

## Geschiedenis
In de 20e eeuw werd de kerk gebouwd naar het ontwerp van architect Willy Minnigh.

## Gebouw
Het kerkgebouw bestaat uit een kerktoren met achtzijdig tentdak, een schip, een transept en een vijfzijdig gesloten koor met een travee. Het koor wordt gedekt door een zadeldak dat lager ligt dan het zadeldak van het schip. De zadeldaken van de dwarsbeuken hebben een verlaagde noklijn. Het toegangsportaal is aan de straatzijde voorzien van een zuilengalerij. Deze zuilengalerij loopt richting het zuidoosten voorbij de frontgevel, maakt daar een haakse hoek naar het zuidwesten, gaat onder de verder van de kerk losstaande kerktoren door, vervolgt verder tot aan de straatzijde. Tegen het oostelijk uiteinde van de zuilengalerij en de klokkentoren is een woning gebouwd.